# Cambra de boira

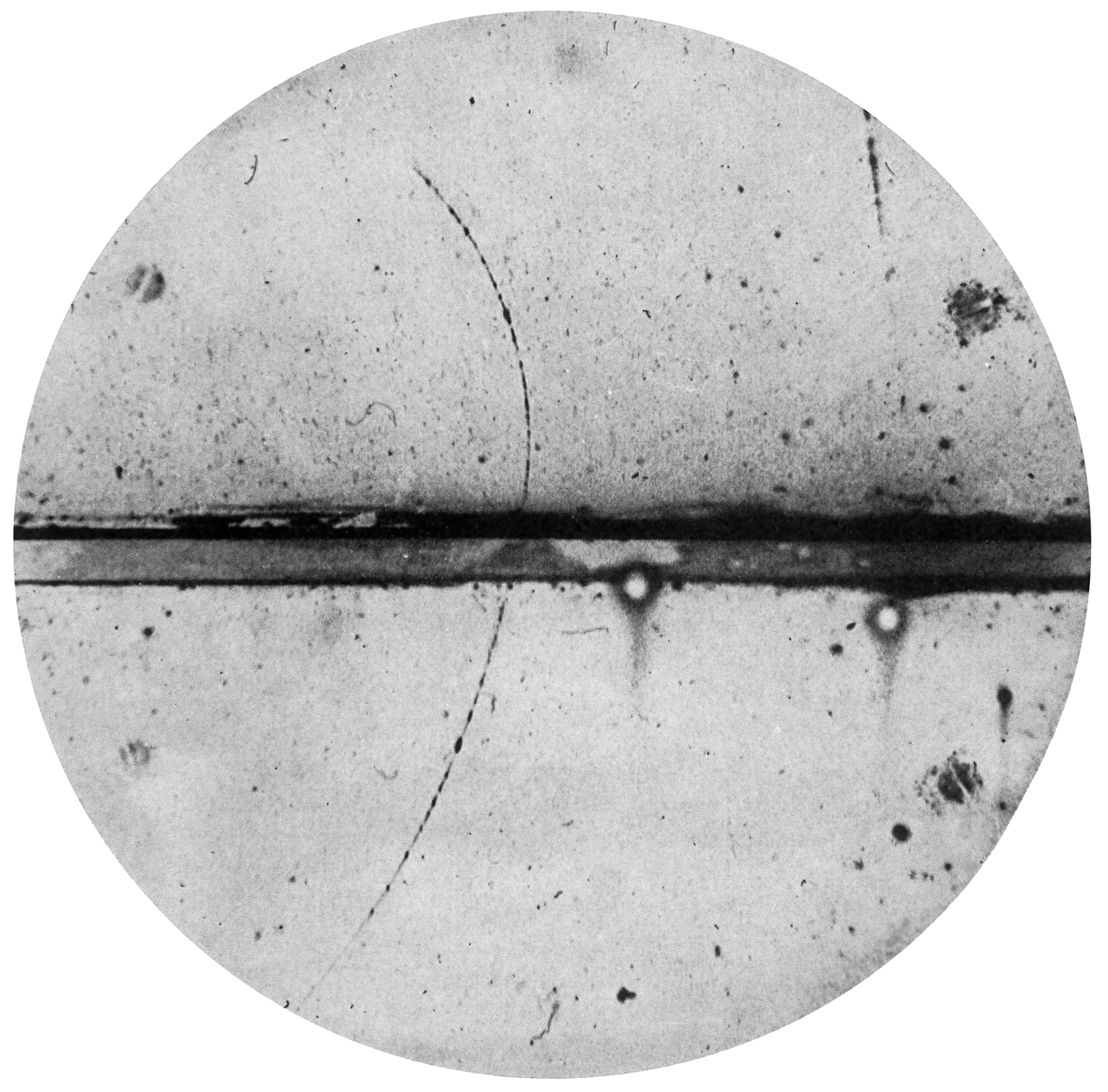
Primera fotografia de la trajectòria d'un positró en una cambra de boira

Una cambra de boira, o cambra de Wilson, és un detector de trajectòries de partícules amb càrrega elèctrica en el si d'un vapor saturat i d'un camp magnètic. El pas d'una partícula carregada elèctricament pel si d'un vapor sobresaturat determina un deixant d'ions sobre els quals es condensen gotetes del vapor, tot formant una traça que visualitza la trajectòria de la partícula. La primera cambra de boira fou dissenyada i construïda pel físic escocès Charles Thomson Rees Wilson (1869-1959) el 1912, quan investigava al Cavendish Laboratory de la Universitat de Cambridge, i contenia aire saturat de vapor d'aigua com a gas ionitzable. Per aquest invent rebé el Premi Nobel de Física el 1927.
Les gotetes de líquid es formen perquè, en un vapor sobresaturat, els ions actuen com a nuclis de condensació, atès que llur camp electroestàtic venç la tensió superficial que evitaria la formació de gotetes. Les sobresaturació del vapor es pot aconseguir de maneres diferents:
- A la cambra d'expansió, el mètode original de Wilson, un vapor saturat és expansionat de forma ràpida i adiabàtica i, com a conseqüència, disminueix la seva temperatura i esdevé sobresaturat; un sistema de recompressions i expansions successives permeten la utilització continuada de la cambra, bé que hi ha sempre un temps mort en què les condicions no són apropiades; en aquest tipus de cambres, un dispositiu secundari dispara el sistema expansiu quan detecta l'entrada de la partícula.
- A la cambra de difusió, ideada per A. Langsdorf el 1939, en la part inferior i la superior del volum del gas (hidrogen, generalment), garanteix que, en descendir el vapor a la zona inferior, més freda, se sobresatura; en conseqüència, no és necessari un sistema expansiu i la càmera és utilitzable contínuament.

Completen la cambra de boira una càmera fotogràfica, estereoscòpica, de triple imatge o de múltiple imatge, i un sistema d'il·luminació, ambdós disparats per un detector secundari, així com un generador de camp electroestàtic, que separa les partícules i els ions no desitjats, i un imant deflector (un imant superconductor, generalment), que fa possible de determinar el moment lineal de la partícula incident a partir de la curvatura de la seva trajectòria. Posteriorment, hom usà cambres d'argó o de mescles d'aigua i alcohol propílic, però en l'actualitat la cambra de boira és poc usada.